# 草場勇斗
草場 勇斗（くさば ゆうと、2001年1月17日 - ）は、大阪府池田市出身のサッカー選手。ポジションはフォワード。

## 来歴
兄の背中を追い、4歳の頃にサッカーを始め、地元のサッカー少年団で小学生の頃はサッカーをしていた。中学生になるタイミングで、伊丹FCのセレクションを受け無事合格。中学3年間はクラブチームでプレーした。その後、高校は島根県の立正大学淞南高等学校に進学し、サッカー漬けの3年間を過ごした。
2019年、大阪の桃山学院大学経営学部経営学科に入学し、体育会サッカー部に所属。
2022年、大学4年になるタイミングで、体育会サッカー部を退部し、当時関西社会人リーグ2部のFC EASY02 明石(現 関西1部リーグ所属 FC BASARA HYOGO)に移籍。大学4年生の期間は社会人リーグでプロサッカー選手を目指した。15試合10ゴール3アシストを記録。
しかし、社会人リーグからプロになることは叶わず、プロへの道を諦めかけたが、プロを目指すことを決意。試行錯誤の試行錯誤の末、ケニアでプロを目指すことに挑戦。
2023年、ケニアへ渡航しケニア4部リーグに所属するFC ZENSHINの加入。後半戦からリーグに参加し、10試合8ゴールを記録。その後、2023年8月にケニア・プレミアリーグ（ケニア1部）のナイロビ・シティ・スターズFCに入団。アジア人初のケニア1部リーグでプロサッカー選手となった。2024年1月にプロ契約を締結した。

## 所属クラブ
ユース経歴
- 伊丹FC
- 立正大学淞南高等学校
- 桃山学院大学
- FC EASY02 明石(現 FC BASARA HYOGO)

プロ経歴
- 2023年-ナイロビ・シティ・スターズ FC